# 北斗市立上磯小学校
北斗市立上磯小学校（ほくとしりつ かみいそしょうがっこう）は、北海道北斗市にある公立小学校。

## 概要
北海道北斗市に所在し、明治11年に開校した小学校。吹奏楽部、合唱部などが部活動として活動している。

## 沿革
- 1878年（明治11年） - 公立戸川学校（字下町）・有地学校（字飯生町）開校
- 1879年（明治12年） - 両校が統合して上磯学校となる
- 1947年（昭和22年） - 校名が上磯小学校となる
- 2008年（平成20年） - 開校130周記念大運動会が開催される
- 2011年（平成23年） - 吹奏楽部　文部科学大臣奨励賞受賞
- 2012年（平成24年） - 合唱部　第79回NHK全国学校音楽コンクール　優良賞受賞
- 2013年（平成25年） - 吹奏楽部　東日本学校吹奏楽大会　ゴールド金賞受賞　（富山市芸術文化ホール　オーバード・ホール）
- 2015年（平成27年） - 吹奏楽部　東日本学校吹奏楽大会　ゴールド金賞受賞　（札幌コンサートホールkitara）
- 2016年（平成28年） - 吹奏楽部　東日本学校吹奏楽大会　ゴールド金賞受賞　（府中の森芸術劇場）
- 2017年（平成29年） - 吹奏楽部　こども音楽コンクール　全国小学校759校参加の最高賞となる文部科学大臣奨励賞受賞

## 部活動
- 吹奏楽部
- 合唱部
- 陸上部